# NGC 6617
NGC 6617 is een spiraalvormig sterrenstelsel in het sterrenbeeld Draak. Het hemelobject werd op 14 juni 1885 ontdekt door de Amerikaanse astronoom Lewis A. Swift.

## Synoniemen
- UGC 11176
- MCG 10-26-29
- ZWG 301.25
- PGC 61613